# Municipio de Presque Isle
El municipio de Presque Isle (en inglés: Presque Isle Township) es un municipio ubicado en el condado de Presque Isle en el estado estadounidense de Míchigan. En el año 2010 tenía una población de 1656 habitantes y una densidad poblacional de 13,56 personas por km².

## Geografía
El municipio de Presque Isle se encuentra ubicado en las coordenadas 45°16′15″N 83°27′15″O / 45.27083, -83.45417. Según la Oficina del Censo de los Estados Unidos, el municipio tiene una superficie total de 122.15 km², de la cual 91,74 km² corresponden a tierra firme y (24,9 %) 30,41 km² es agua.

## Demografía
Según el censo de 2010, había 1656 personas residiendo en el municipio de Presque Isle. La densidad de población era de 13,56 hab./km². De los 1656 habitantes, el municipio de Presque Isle estaba compuesto por el 98,97 % blancos, el 0,12 % eran afroamericanos, el 0,3 % eran amerindios, el 0,24 % eran asiáticos y el 0,36 % eran de una mezcla de razas. Del total de la población el 0,97 % eran hispanos o latinos de cualquier raza.